# جمعية مرشدات تايلاند
جمعية مرشدات تايلاند هي المنظمة الإرشادية الوطنية في تايلاند، تأسست في عام 1957 وأصبحت المنظمة عضوا كامل العضوية في الجمعية العالمية للمرشدات وفتيات الكشافة في عام 1963. الفتيات فقط وتحوي 28030 عضوا (اعتبارا من 2003).